# Zimbor (gmina)
Zimbor – gmina w Rumunii, w okręgu Sălaj. Obejmuje miejscowości Chendremal, Dolu, Sâncraiu Almașului, Sutoru i Zimbor. W 2011 roku liczyła 1081 mieszkańców.